# Püha (Saue)
Püha (Duits: Pühhakülla) is een plaats in de Estlandse gemeente Saue vald, provincie Harjumaa. De plaats heeft de status van dorp (Estisch: küla).

## Bevolking
Het dorp had 121 inwoners op 31 december 2011 en 114 inwoners op 31 december 2021.

## Ligging
Püha lgt aan de Põhimaantee 8, de hoofdweg van Tallinn naar Paldiski, die de noordwestelijke grens van het dorp vormt.
In de omgeving van het dorp liggen enkele offerstenen.

## Geschiedenis
Püha werd voor het eerst genoemd in 1613 onder de naam Pöha, een nederzetting op het landgoed van Harku. Daarna stond het dorp bekend onder verschillende namen: Pöhettby (1615), Pöhatt by (1620), Pöhat (1687) en Pühhakül (1798).
In 1977 werd het buurdorp Pagavere (Duits: Pühhawere) bij Püha gevoegd.

## Foto's

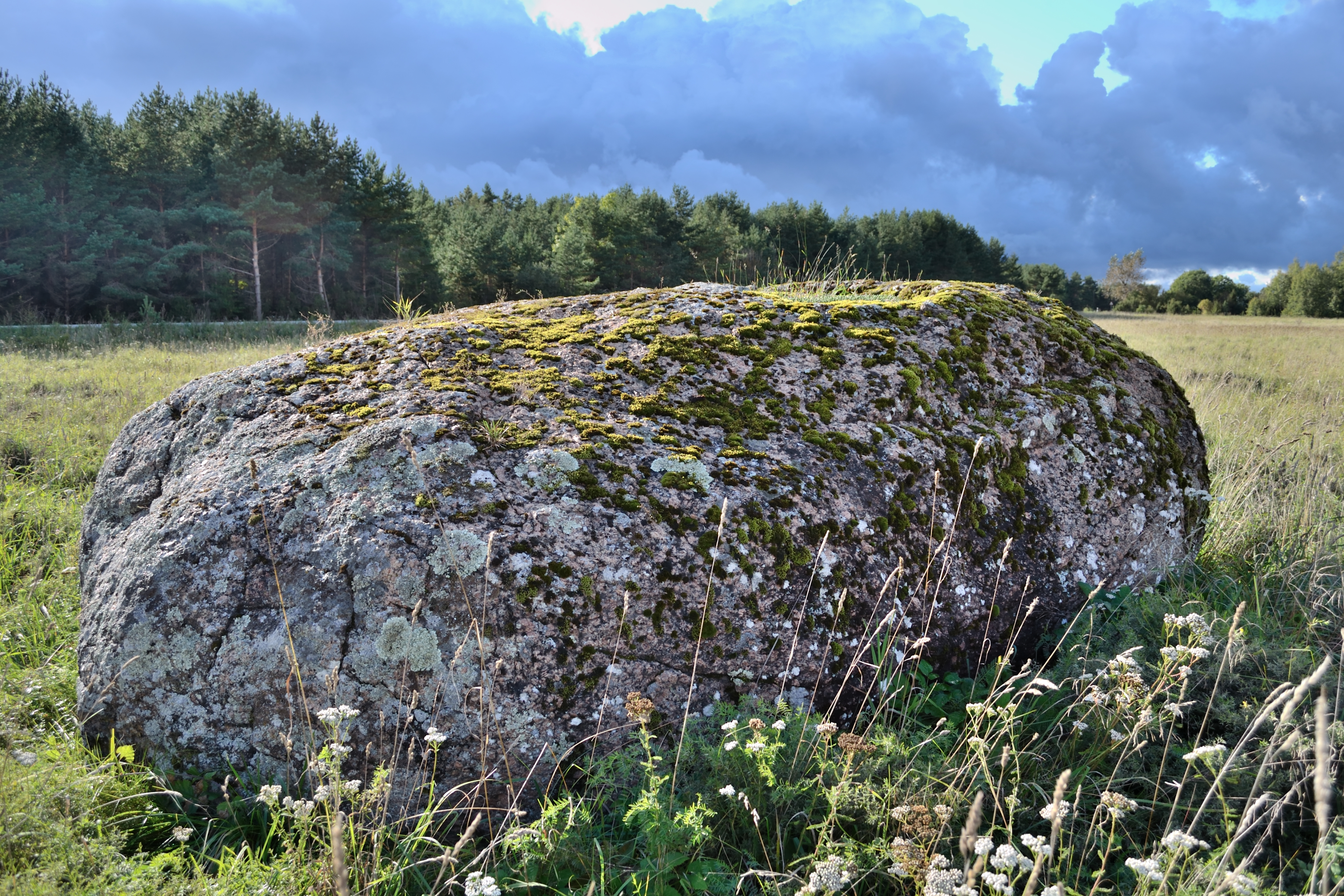
De offersteen Uuetoa
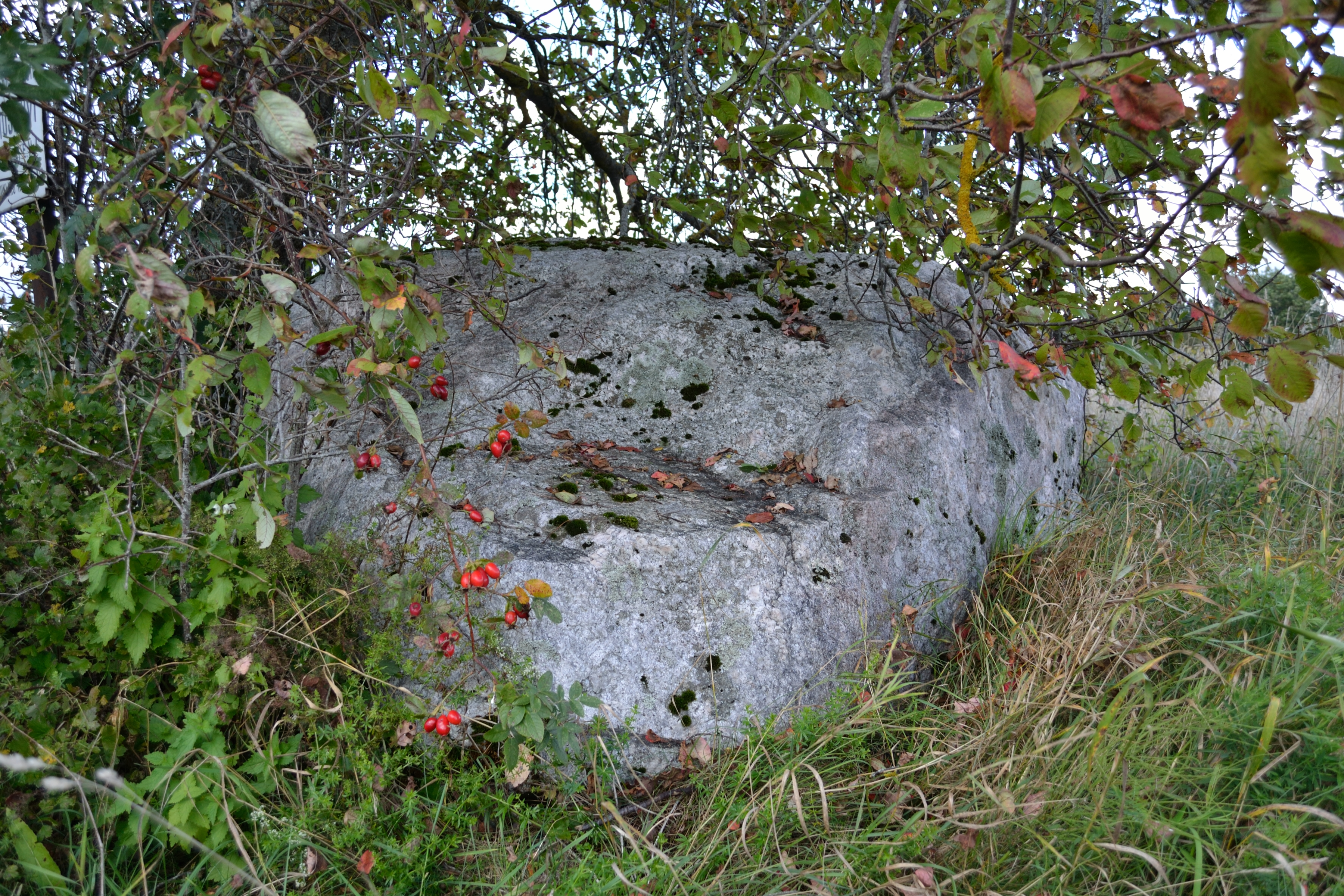
De offersteen Vainu